# Teratohyla midas
Teratohyla midas es una especie de anfibio de la familia Centrolenidae.
Se distribuye por las selvas amazónicas de Brasil, Perú, Ecuador y Colombia.
Habita en bosques primarios y secundarios no muy alterados. Deposita los huevos en hojas sobre arroyos, los renacuajos se desarrollan en ellos.